# Netiketa
Netiketa (net etiketa - eng. netiquette) pravila pristojnosti na Internetu, originalno ponikla na Usenetu, danas se proširila na skoro svu "elektroničku" komunikaciju.
Ukratko:
1. Nije pristojno koristiti isključivo velika slova, JER VELIKA SLOVA IZGLEDAJU KAO DA VIČETE NA NEKOGA.
2. HTML se koristi za web stranice, Usenet postovi se uvijek šalju kao "običan" (neformatirani ili plain tekst); ranije su se također i e-mailovi uvijek slali kao "plain" tekst, danas se sve više koristi HTML.
3. Odgovara se tako da se napiše tekst ispod originalnog teksta, ne iznad.
4. Stavi adrese u BCC ako šalješ masovne emailove (forwarduše) ljudima koji se ne znaju.
5. U To: i Cc: polja maila staviti do 4 email adrese. Za ostalo, koristiti Bcc.
6. Nepristojno je "quotati" (citirati) tuđi cijeli post (ako je velik), i onda napisati jednu kratku rečenicu. U takvom slučaju odreže se skoro cijeli tekst, a ostavlja se samo početak, ili samo kraj, pa onda ide vaš komentar.
7. Potpis se ne citira.

## Vanjske poveznice
- RFC 1855 - RFC o netiketi (na engleskom jeziku)
- Stranica o netiketi na hrvatskom jeziku  Arhivirana inačica izvorne stranice od 6. rujna 2005. (Wayback Machine)